# The Subways
The Subways — британський рок-гурт з Велін Гаден Сіті, Гартфордшир. Їх дебютний альбом «Young for Eternity» вийшов 4 липня 2005 року у Великій Британії та 4 лютого 2006 року в США. 9 липня 2008 року відбувся реліз другого студійного альбому «All or Nothing».

## Склад
- Біллі Ланн — головний вокал, електрична гітара
- Шарлотта Купер — бас-гітара, бек-вокал
- Джош Морган — ударні

## Історія
«The Subways» зайнялися музикою в ранньому віці, спочатку вони грали Нірвану і панк-рок, називаючись групою «Mustardseed», до якої входили барабанщик Джош Морган (Josh Morgan) і гітарист Біллі Ланн (Billy Lunn), який також виконував вокальні партії. Пізніше вони змінили свою назву на «Platypus», і почали невеликий тур, граючи на місцевих майданчиках, таких як The Square в Харлоу, і Ессексі. Згодом до групи прийшла бас-гітаристка Шарлотта Купер (Charlotte Cooper), з якою у Біллі Ланн (Billy Lunn) зав'язалися досить близькі відносини і колектив почав називатися «The Subways».
На той час група записала досить багато демо-записів, але грошей на подальшу розкрутку у них не було. Тоді група вирішила придбати домашню недорогу звукозаписну студію, і через інтернет стала поширювати свої пісні, попередньо відкривши офіційний сайт. Також, свої записи вони направляли місцевим промоутерам, і незабаром набули популярності в Лондоні та його околицях, а потім і далеко за його межами. Після випуску дебютного альбому, зіграних на його підтримку концертів та участі у різних рок-фестивалях, в групі настало тривале затишшя, викликане, як пояснює вокаліст Біллі, поганим настроєм усередині колективу, але попри все, вже влітку 2008 року виходить довгоочікувана, друга за рахунком платівка, «All or Nothing»…

## Дискографія

### Студійні альбоми
- 2005 — Young for Eternity;
- 2008 — All or Nothing.
- 2011 — Money and Celebrity

### EP
- The Platypus EP;
- I Lost You To The City EP;
- Summertime EP;
- Rock & Roll Queen EP;
- No Heart No Soul EP;
- Young For Eternity EP;
- At 1am EP;
- Milk EP;
- Mary EP;
- Live at Birmingham Academy EP;
- The Live Videos EP;
- Live and Acoustic In Magdeburg EP.

### Сингли
- 2004
  - 1am;
- 2005
  - Oh Yeah;
  - Rock & Roll Queen;
  - With You;
  - No Goodbyes;
- 2008
  - Girls & Boys;
  - Alright;
  - I Won’t Let You Down;
- 2009
  - Shake! Shake!.